# Dzień Jedności Kaszubów

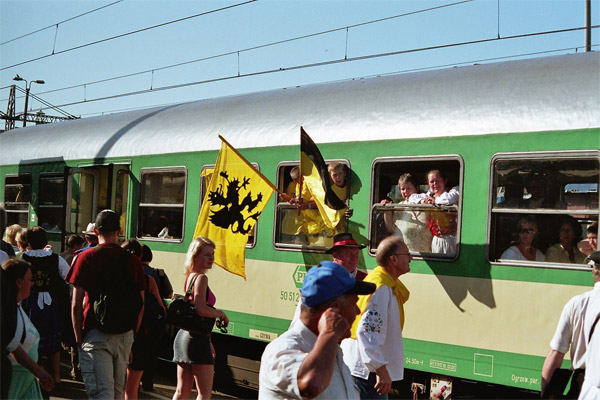
Transcassubia

Dzień Jedności Kaszubów (kasz. Dzéń Jednotë Kaszëbów) – święto obchodzone corocznie 19 marca upamiętniające pisemną wzmiankę o Kaszubach w bulli Grzegorza IX.
19 marca 1238 papież zatytułował szczecińskiego księcia „księciem Kaszub” (łac. clare morie… duce Cassubie), potwierdzając dobra podarowane przez Bogusława I (zm. 1187) zakonowi joannitów pod Stargardem nad Iną. Była to prawdopodobnie pierwsza historyczna wzmianka o Kaszubach.

## Zjazdy Kaszubów
Po reformie administracyjnej (1999), w wyniku której obszar Kaszub znalazł się w całości w granicach nowego województwa pomorskiego, zostały zapoczątkowane zjazdy Kaszubów odbywające się do chwili obecnej. Pierwszy zjazd odbył się w 1999 roku w Chojnicach. Zjazdy są szczególną okazją do promocji kaszubszczyzny, podtrzymywania tradycji regionu oraz integracji Kaszubów. Atrakcją jest przejazd pociągiem Transcassubia, podczas którego Kaszubi manifestują swą jedność.

## Dzień Jedności Kaszubów
Obchody święta mają na celu promowanie kultury kaszubskiej. Organizowane są kiermasze twórców ludowych, wystawy rękodzieł, spotkania rocznicowe upamiętniające chwile znaczące dla Kaszub na przełomie lat, przypominające istotne wydarzenia lub postacie, które miały wpływ na ich historię. Tradycyjnym elementem obchodów Dnia Jedności Kaszubów jest turniej gry w kaszubską „Baśkę”.
Pierwszy Dzień Jedności Kaszubów odbył się w 2004 roku w Gdańsku. Od 2006 roku, dzięki aktywności Marka Wantoch-Rekowskiego, wzbogacono go wspólnym muzykowaniem akordeonistów (nie tylko z Pomorza). Corocznie podczas spotkania podejmowana jest próba pobicia rekordu w jednoczesnej grze na akordeonach. Zawsze do gry służą akordeonowe aranżacje znanych kaszubskich melodii. Ostatni rekord należy do Bojana, gdzie zagrało wspólne 371 osób.
Obchody koordynuje Zrzeszenie Kaszubsko-Pomorskie.
Honorowy patronat nad obchodami w 2012 roku objęli: wicemarszałek Senatu Jan Wyrowiński, marszałek województwa pomorskiego Mieczysław Struk, wojewoda pomorski Ryszard Stachurski, natomiast patronat mediowy: TVP Gdańsk, Radio Kaszëbë, Dziennik Bałtycki i portal internetowy Nasze Miasto.
Każdego roku główne uroczystości odbywają się w innych miejscowościach:
| Rok  | Miasto      |
| ---- | ----------- |
| 2004 | Gdańsk      |
| 2005 | Gdańsk      |
| 2006 | Tuchomie    |
| 2007 | Kramarzyny  |
| 2008 | Miastko     |
| 2009 | Bytów       |
| 2010 | Kartuzy     |
| 2011 | Słupsk      |
| 2012 | Brusy       |
| 2013 | Kościerzyna |
| 2014 | Sierakowice |
| 2015 | Sulęczyno   |
| 2016 | Bojano      |
| 2017 | Chmielno    |
| 2018 | Kosakowo    |
| 2019 | Żukowo      |
| 2022 | Sopot       |